# Isatis lockmanniana
Isatis lockmanniana är en korsblommig växtart som beskrevs av Karl Theodor Kotschy och Pierre Edmond Boissier. Isatis lockmanniana ingår i släktet vejdar, och familjen korsblommiga växter. Inga underarter finns listade i Catalogue of Life.